# Muntiacus malabaricus
Muntiacus malabaricus is een zoogdier uit de familie van de hertachtigen (Cervidae). De wetenschappelijke naam van de soort werd in 1915 gepubliceerd door Richard Lydekker.

## Taxonomie
Muntiacus malabaricus is van de noordelijke rode muntjak (M. vaginalis) afgesplitst, daarnaast is er nog een soort van de noordelijke rode muntjak afgesplitst, namelijk Muntiacus aureus.

## Voorkomen
De soort komt voor in het zuidwesten van India en op Sri Lanka.